# Ksenija Dolinar
Ksenija Dolinar (rojstni priimek Pogačnik), slovenska urednica, leksikografka in prevajalka, * 24. avgust 1945, Beograd, † 23. julij 2008, Ljubljana. 
Diplomirala je 1971 iz primerjalne književnosti na ljubljanski Filozofski fakulteti. V letih 1996−2002 je bila glavna urednica v Cankarjevi založbi in v letih 1973−2000 je bila urednica več izdaj Leksikona Cankarjeve Založbe "Sova" (COBISS), v tematski zbirki Leksikoni Cankarjeve založbe pa je urejala predvsem knjige, ki so zahtevale obsežna dopolnila (Likovna umetnost, 1979; Svetovna književnost, 1984) ali pa so bila v celoti delo slovenskih strokovnjakov (Slovenska književnost, 1982, 1996). Sourejala je leposlovne zbirke (Zbirka XX. stoletje, Moderni klasiki) in prevajala romane ameriških in angleških avtorjev, predvsem S. Rushdiea in J. Fowlesa. Med drugimi je prevedla Fowelsova romana Mušica (A Maggot  (COBISS)) in Mag (The Magus (COBISS)). Za Magov prevod je 1996 prejela Sovretovo nagrado.